# هارون تايلور
هارون تايلور (بالإنجليزية: Aaron Taylor)‏ هو لاعب كرة قدم أمريكية أمريكي، ولد في 21 يناير 1975 في ويتشيتا فولز في الولايات المتحدة.